# Davallia pumila
Davallia pumila là một loài dương xỉ trong họ Davalliaceae. Loài này được Willd., Moore mô tả khoa học đầu tiên năm 1861.
Danh pháp khoa học của loài này chưa được làm sáng tỏ. 